# Scleria stipitata
Scleria stipitata är en halvgräsart som beskrevs av Hendrik Uittien. Scleria stipitata ingår i släktet Scleria och familjen halvgräs. Inga underarter finns listade i Catalogue of Life.